# Діоскорид Римлянин

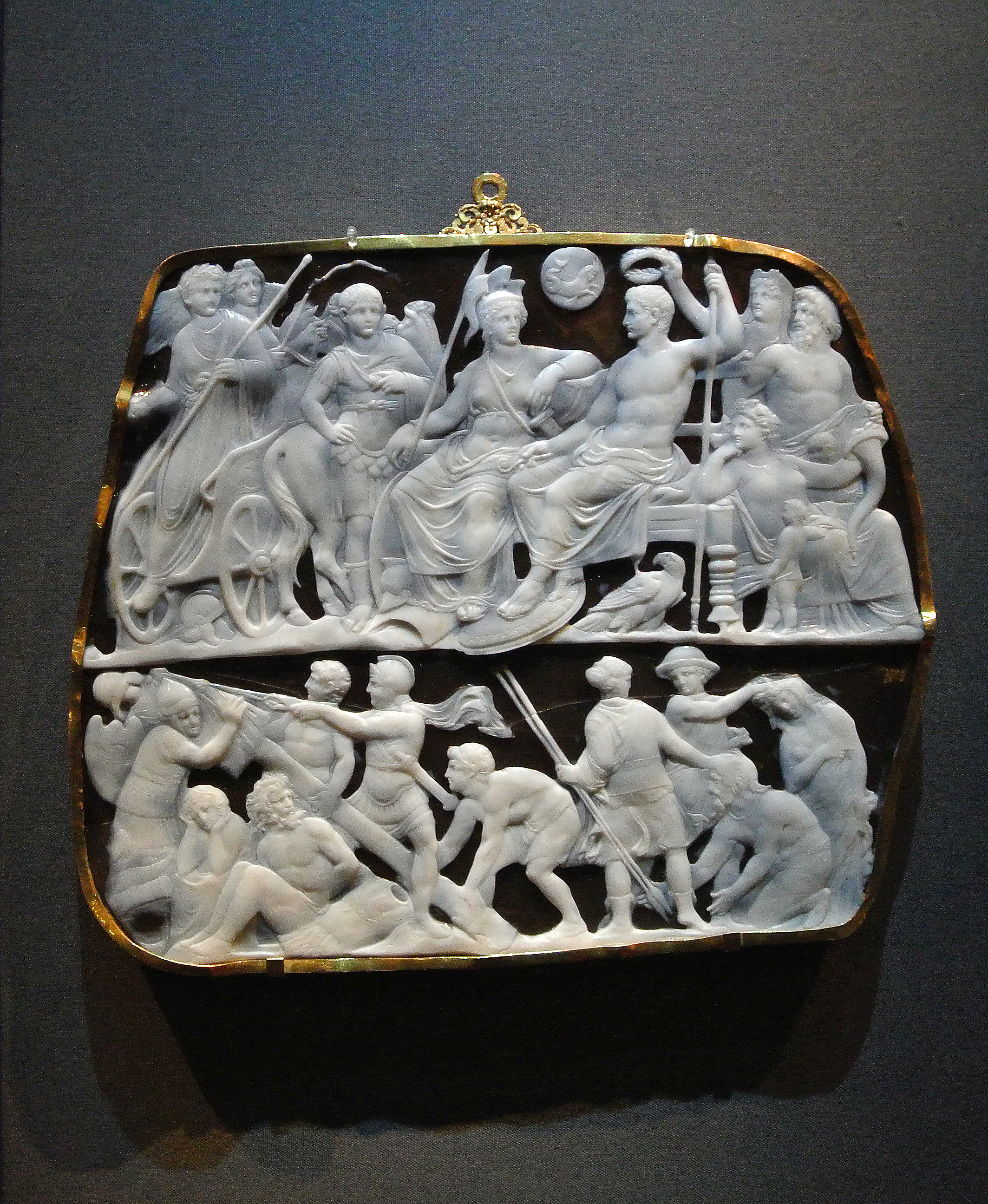
Гема Августа, 9—12 рр. н.е., камея із сардонікса. Музей історії мистецтв, Відень

Діоскорид Римлянин (I ст. н. е.) — видатний майстер з гліптики, засновник провідної школи різьбярства у Римі, що існувала за часів імператорів з династії Юліїв—Клавдіїв.

## Життєпис
Про місце народження Діоскорида нічого не відомо. За національністю він був грек. Втім з початком правління Октавіана Августа переїздить до Риму. З цим містом пов'язаний був розквіт його діяльності. Тому він й отримав прізвисько Римлянин або Римський.
Незабаром він стає придворним майстром імператора Августа, особливо після того як зробив відому гему Августа, яка згодом стала печаткою усіх наступних імператорів. Підтримка Октавіана Августа допомогла Діоскориду відкриту власну школу. Саме представники школи Діоскорида отримували замовлення від представників династії Юліїв—Клавдіїв. Окрім цього Діоскорид створював камеї, присвячені видатним подіям, зокрема перемозі Августа у битві при Акціумі. Серед замовників Діоскорида були також родичі імператора.
Ймовірно Діоскорид помер ще за правління Августа або на початку володарювання імператора Тіберія.

## Школа Діоскорида
Її відрізняють професійність, чіткість форм, обличчя відображені так, як цього бажали замовники. Вони значно покращені ніж були насправді. Помітний вплив класицизму. Значно розвитку набуло створення копій найвдаліших камей. Вони робилися із скла у вигляді медальйонів-фалер. Початок цьому поклав також Діоскорид. Окрім членів імператорської родини зображувалися міфологічні герої, зокрема Ромул, Медуза, а також Олександр Македонський. З матеріалів в значному ступені використовувався сардонікс.

## Найвідоміші геми Діоскорида
- Гема Августа. 9—12 роки н.е., Музей історії мистецтв, Відень
- Гема онука Августа. Невідомо чи Гая або Луція.
- Гема «Август, Лівія та Тіберій»
- Гема «Перемога при Акціумі»
- Гема Мецената
- Гема «Меркурій»
- Гема «Персей»
- Гема «Діомед»
- Гема «Геркулес з Цербером»
- Інталія «Демосфен»

## Геми школи Діоскорида
- Гема Лівії (дружини Августа). Автор: Ґілл
- Гема Тіберія. Австор: Євтих
- Гема Германика. Австор: Євтих
- Гема Нерона Цезаря (сина Германіка). Невідомий автор
- Гема Друза Молодшого (сина Тіберія). Автор: Епітунхан.
- Гема Друза Старшого та Антонії. Автор: Епітунхан.
- Гема Агриппіни Старшої (дружини Германіка). Автор невідомий.
- Гема Агриппіни Молодшої (доньки Германіка). Автор невідомий.

## Родина
Діти:
- Євтих
- Ґілл
- Герофіл